# Phylloboletellus
Phylloboletellus es un género de hongos boletos en la familia Boletaceae.